# Campeonato Mundial de Atletismo Sub-20 de 2022 - Lançamento de martelo masculino
A prova do lançamento de martelo masculino do Campeonato Mundial de Atletismo Sub-20 de 2022 ocorreu entre os dias 2 a 4 de agosto de 2022 no Estádio Olímpico Pascual Guerrero, em Cali, na Colômbia.

## Recordes
Antes desta competição, os recordes mundiais e do campeonato nesta prova eram os seguintes:
|       | Nome                 | Nacionalidade | Distância | Local     | Data                |
| ----- | -------------------- | ------------- | --------- | --------- | ------------------- |
| WU20R | Ashraf Amgad Elseify | Catar         | 85.57 m   | Barcelona | 14 de julho de 2012 |
| CR    | Ashraf Amgad Elseify | Catar         | 85.57 m   | Barcelona | 14 de julho de 2012 |
| WU20L | Miklós Csekő         | Hungria       | 78.44 m   | Maribor   | 16 de julho de 2022 |

## Medalhistas
| Ouro                    | Prata              | Bronze              |
| Ioannis Korakidis (GRE) | Max Lampinen (FIN) | Iosif Kesidis (CYP) |

## Cronograma
Todos os horários são locais (UTC-5).
| Data        | Hora  | Evento               |
| ----------- | ----- | -------------------- |
| 2 de agosto | 09:10 | Qualificação Grupo A |
| 2 de agosto | 10:25 | Qualificação Grupo B |
| 4 de agosto | 13:45 | Final                |

## Resultados

### Qualificação
Qualificação: 73,50 m (Q) ou pelo menos melhor 12 qualificado (q).
| Posição | Grupo | Atleta                 | Nacionalidade  | Tentativas | Tentativas | Tentativas | Marca | Notas           |
| Posição | Grupo | Atleta                 | Nacionalidade  | 1          | 2          | 3          | Marca | Notas           |
| ------- | ----- | ---------------------- | -------------- | ---------- | ---------- | ---------- | ----- | --------------- |
| 1       | A     | Max Lampinen           | Finlândia      | 75.32      |            |            | 75.32 | Q,              |
| 2       | B     | Ioannis Korakidis      | Grécia         | 69.39      | 75.07      |            | 75.07 | Q               |
| 3       | A     | Iosif Kesidis          | Chipre         | 74.99      |            |            | 60.73 | Q,              |
| 4       | A     | Jan Emberšič           | Eslovénia      | 72.96      | 74.89      |            | 74.89 | Q               |
| 5       | B     | Ayubkhon Fayozov       | Uzbequistão    | 74.62      |            |            | 74.62 | Q,              |
| 6       | B     | Miklós Csekő           | Hungria        | 72.12      | 74.07      |            | 74.07 | Q               |
| 7       | B     | Tarik Robinson-O'Hagan | Estados Unidos | 73.51      |            |            | 73.51 | Q               |
| 8       | B     | Jakob Urbanč           | Eslovénia      | 72.11      | 73.37      | x          | 73.37 | q,              |
| 9       | A     | Nikolaos Polychroniou  | Grécia         | 73.16      | x          | 71.77      | 73.16 | q               |
| 10      | B     | José Eduardo Chávez    | México         | x          | 73.06      | 73.07      | 73.07 | q,              |
| 11      | A     | Davide Vattolo         | Itália         | 69.91      | 72.02      | 70.88      | 72.02 | q               |
| 12      | B     | Emre Çiftçi            | Turquia        | 66.48      | 69.62      | 71.35      | 71.35 | q               |
| 13      | B     | Leo Bystedt            | Suécia         | x          | 69.43      | 70.93      | 70.93 | Recorde pessoal |
| 14      | A     | Collin Burkhart        | Estados Unidos | 68.39      | 70.84      | x          | 70.84 |                 |
| 15      | B     | Owen Merrett           | Grã-Bretanha   | 67.24      | 70.50      | 66.94      | 70.50 | Recorde pessoal |
| 16      | A     | Jean Carlos Ortiz Cruz | Colômbia       | 68.73      | 70.13      | 66.55      | 70.13 |                 |
| 17      | B     | Kai Hurych             | Alemanha       | 69.36      | x          | 69.86      | 69.86 |                 |
| 18      | A     | Lars Wolfisberg        | Suíça          | 69.81      | x          | 64.38      | 69.81 | NU20R           |
| 19      | A     | Jovan Stranić          | Sérvia         | x          | x          | 69.80      | 69.80 |                 |
| 20      | B     | Mubeen Al-Kindi        | Omã            | 67.46      | x          | 65.76      | 67.46 |                 |
| 21      | B     | Alessandro Feruglio    | Itália         | 67.45      | 64.84      | 64.96      | 67.45 |                 |
| 22      | A     | Dániel Füredi          | Hungria        | x          | x          | 66.04      | 66.04 |                 |
| 23      | A     | Wiltrid Huet           | França         | x          | x          | 64.22      | 64.22 |                 |

### Final
A prova final foi realizada no dia 4 de agosto às 13:45. 
| Posição           | Atleta                 | Nacionalidade  | Tentativas | Tentativas | Tentativas | Tentativas | Tentativas | Tentativas | Marca | Notas           |
| Posição           | Atleta                 | Nacionalidade  | 1          | 2          | 3          | 4          | 5          | 6          | Marca | Notas           |
| ----------------- | ---------------------- | -------------- | ---------- | ---------- | ---------- | ---------- | ---------- | ---------- | ----- | --------------- |
| Medalha de ouro   | Ioannis Korakidis      | Grécia         | 73.84      | x          | 69.80      | 75.59      | 79.11      | x          | 79.11 | WU20L           |
| Medalha de prata  | Max Lampinen           | Finlândia      | 74.46      | 73.19      | 75.75      | 73.57      | 76.33      | 72.58      | 76.33 | Recorde pessoal |
| Medalha de bronze | Iosif Kesidis          | Chipre         | 74.11      | 74.98      | 75.89      | 75.55      | 75.87      | 76.32      | 76.32 | Recorde pessoal |
| 4                 | Nikolaos Polychroniou  | Grécia         | 74.20      | 74.79      | 76.12      | x          | x          | 76.05      | 76.12 |                 |
| 5                 | Jan Emberšič           | Eslovénia      | 74.59      | 73.66      | 74.83      | 74.68      | x          | 74.45      | 74.83 |                 |
| 6                 | Ayubkhon Fayozov       | Uzbequistão    | x          | 73.77      | x          | x          | 73.50      | x          | 73.77 |                 |
| 7                 | Emre Çiftçi            | Turquia        | 69.10      | 73.13      | x          | 72.19      | 71.03      | x          | 73.13 |                 |
| 8                 | Tarik Robinson-O'Hagan | Estados Unidos | 72.18      | x          | 73.05      | 69.16      | x          | x          | 73.05 |                 |
| 9                 | Davide Vattolo         | Itália         | 72.54      | 71.79      | 72.08      |            |            |            | 72.54 |                 |
| 10                | José Eduardo Chávez    | México         | 71.61      | 69.44      | x          |            |            |            | 71.61 |                 |
| 11                | Miklós Csekő           | Hungria        | 71.10      | 69.41      | 69.72      |            |            |            | 71.10 |                 |
| 12                | Jakob Urbanč           | Eslovénia      | 68.15      | 69.99      | x          |            |            |            | 69.99 |                 |

Legenda
| Recorde mundial       | Recorde mundial (World record)               |                       | Recorde africano                      | Recorde africano (African) |                                           | Q | Classificado por posição (Qualified) |
| Recorde do campeonato | Recorde do campeonato (Championship record)  | Recorde da América    | Recorde da América (Americas)         | q                          | Classificado por melhor tempo (Qualified) |   |                                      |
| Melhor marca do ano   | Melhor marca do ano (World leading)          | Recorde asiático      | Recorde asiático (Asian)              | DNS                        | Não largou (Did not start)                |   |                                      |
| Recorde nacional      | Recorde nacional (National record)           | Recorde europeu       | Recorde europeu (European)            | DNF                        | Não terminou (Did not finish)             |   |                                      |
| Recorde pessoal       | Recorde pessoal do atleta (Personal best)    | Recorde da Oceania    | Recorde da Oceania (Oceania)          | DSQ / DQ                   | Desclassificado (Disqualified)            |   |                                      |
| Recorde da temporada  | Recorde da temporada do atleta (Season best) | Recorde sul-americano | Recorde sul-americano (South America) | NM                         | Sem marca (No mark)                       |   |                                      |